# Atentado al autobus de las madres
El lunes 7 de marzo de 1988, tres miembros de la OLP cruzaron desde Egipto y secuestraron un autobús lleno de trabajadoras que se dirigían hacia sus puestos de trabajo en la instalación nuclear de Dimona, en Israel. 

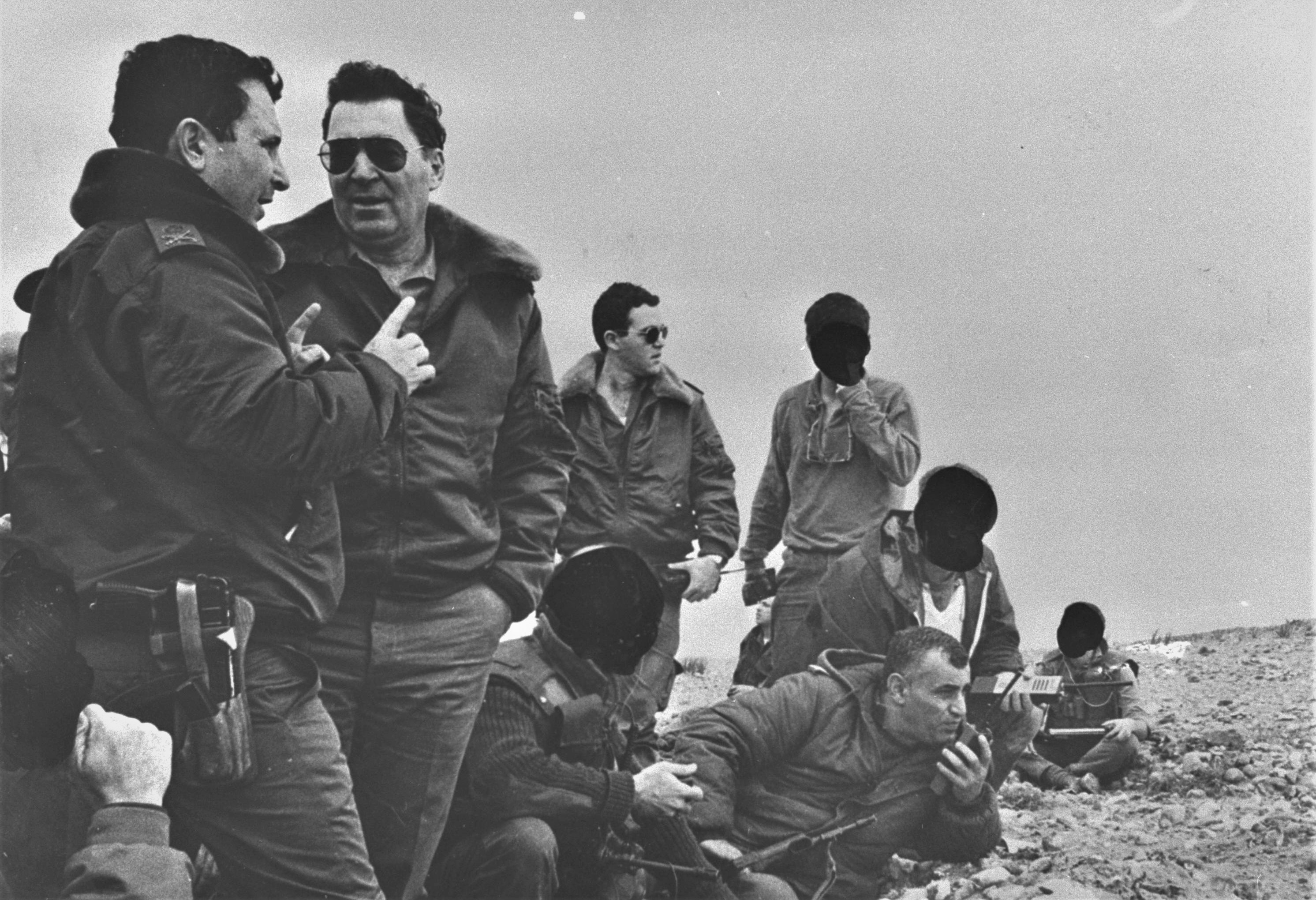

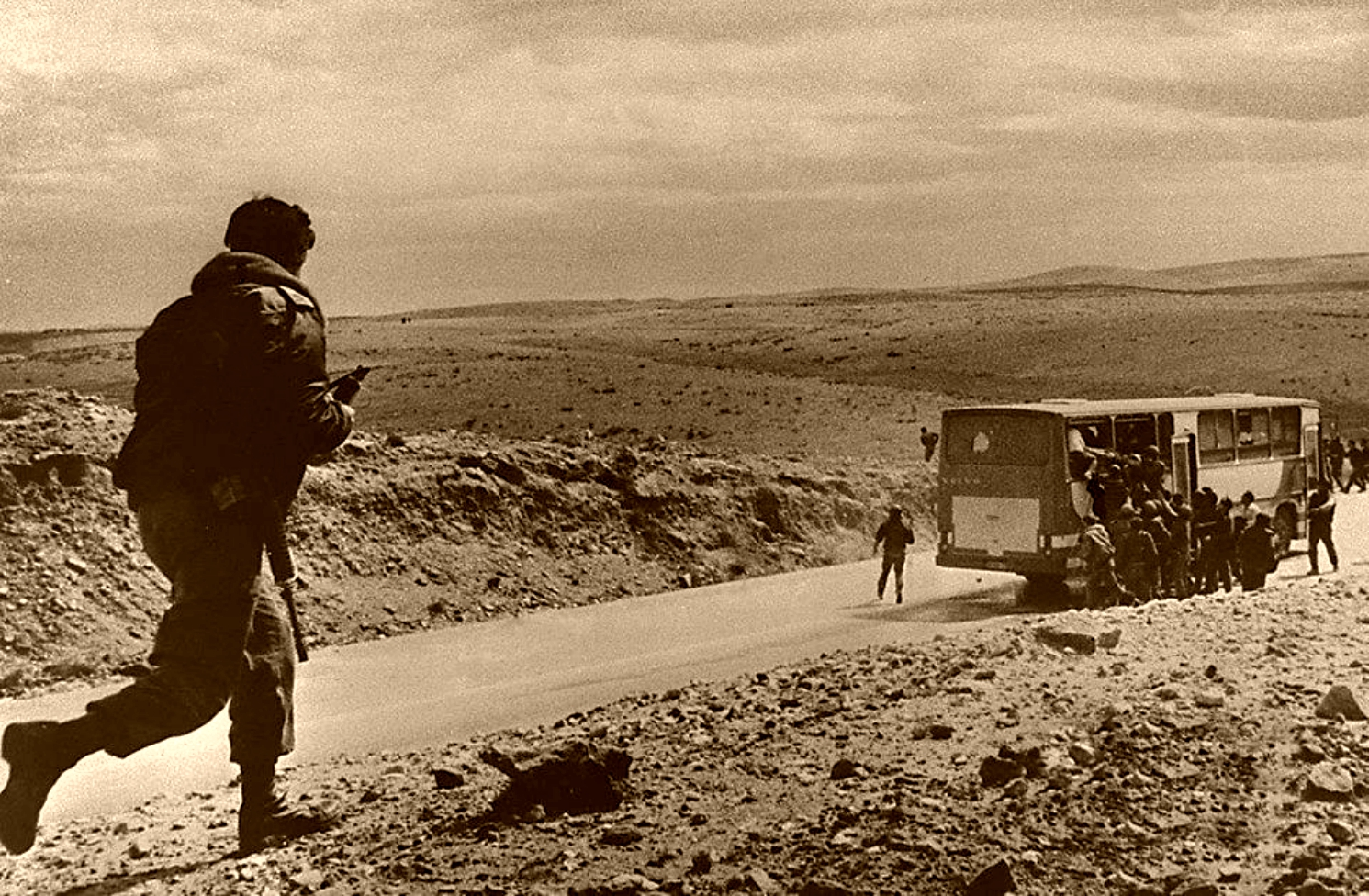

El ejército dijo que los tres secuestradores, armados con armas automáticas, aparentemente se habían infiltrado desde Egipto. En el camino dispararon contra al menos otros dos vehículos,  entre ellos un semirremolque y una minivan que transportaba a cuatro maestros y robaron un auto en el que viajaban cuatro soldados desarmados. Cerca de la prisión de Nafkha, los palestinos habían tendido una emboscada a un coche que transportaba a un grupo de tres oficiales de las FDI y a dos cadetes oficiales que se dirigían a una competencia de orientación. Los soldados, que estaban desarmados, pudieron escapar del coche y esconderse. Los atacantes se llevaron el coche y se fueron. El oficial de mayor rango de los cinco dio la alarma.
Uno de los secuestradores  llevaba documentos que indicaban que era de la mitad egipcia de la dividida ciudad de Rafah. Una sobreviviente herida, Stella Bechar, relató que uno de ellos les dijo que tenía sed y ellas le dieron leche: Les dijimos: "Somos madres". ¿Qué quieres de nosotras? Los secuestradores exigieron que compareciera el representante de la Cruz Roja en media hora o comenzarían a matar rehenes. A medida que se acercaba el límite de tiempo, comenzaron a disparar por las ventanas de los autobuses frente a las fuerzas de seguridad israelíes y lanzaron una granada.
Una unidad de  YAMAM neutralizó a los atacantes: dos fueron abatidos por francotiradores y el tercero fue eliminado dentro del autobús.  El tiroteo terminó en unos doce segundos desde el momento en que se dio la orden de asalto, y tomó varios minutos sacar a todos del autobús. Esa fue la primera vez que Yamam, establecido en 1974 para este tipo de misiones, fue llamado en lugar de Sayeret Matkal, la unidad antiterrorista del Ejército israelí. Esa fue la primera vez que el Yamam ejecutó una clásica misión de rescate de rehenes, y su éxito impulsó a la unidad de la relativa oscuridad a la fama mundial.
Durante muchos años, había habido una preferencia por utilizar este último, provocado por el hecho  que muchos de los principales responsables de la toma de decisiones en las posiciones políticas y de alta seguridad en el gobierno israelí eran ex oficiales de Sayeret Matkal, con lealtad a esa unidad.  Este atentado fue conocido como el "secuestro del autobús de las madres". El atentado se llamó atentado al autobús de las madres porque las pasajeras eran todas madres trabajadoras.El resultado fue una mujer, madre de tres niños, asesinada.Dos mujeres  israelíes, murieron durante el intento de rescate,  identificadas como Rina Shiratky, de 31 años, madre de dos hijos, y Miriam Ben-Yair, de 46, madre de cuatro hijos,  y otras ocho mujeres resultaron heridas.Un pasajero, identificado como Víctor Ram, viudo de 39 años y padre de tres hijos, murió de una herida de bala en el pecho.Los reporteros que llegaron poco después del tiroteo encontraron al menos ocho helicópteros grandes del ejército estacionados en el terreno ondulante junto a la carretera. Decenas de jeeps, camionetas y camiones policías y militares enfilaron los dos hombros de la carretera. El autobús secuestrado seguía estacionado junto a la carretera, la mayoría de sus ventanas disparadas. En el interior, había sangre fresca en el suelo y en varios asientos en la parte trasera.
Isaac Rabin describió el secuestro como parte de un gran esfuerzo de la OLP para demostrar que el terrorismo sigue siendo el principal medio por el cual se lograrán sus objetivos políticos. Esto es la cara de nuestro verdadero enemigo, agregó el ministro de Defensa Isaac Rabin durante un discurso el lunes por la noche ante la Knesset, el Parlamento de Israel. Este es el terror asesino de la OLP.
Ehud Barak, quien estaba en uno de los helicópteros que se acercó a la zona y posteriormente ocupó cargos en el gobierno y las fuerzas armadas, reconoció la actuación de YAMAM como una muestra de su preparación en operaciones contra el terrorismo.
En total el secuestro duró de cuatro horas. A principios de 1988 la Primera Intifada, que había estallado en la Franja de Gaza y se había extendido también a Cisjordania. Los hombres exigieron ver a un representante de la Cruz Roja y pidieron un megáfono. Pero su principal demanda fue la liberación de todos los palestinos encarcelados como resultado del levantamiento de la intifada. El incidente marcó la primera muerte israelí después de casi tres meses de disturbios en la Cisjordania y la Franja de Gaza en 1988 y  el primer ejemplo conocido de tácticas terroristas clásicas contra civiles israelíes desde que comenzaron los problemas.
Un año después del ataque al autobús de las madres y el rescate, hubo un servicio conmemorativo para los tres empleados del Instituto de Investigación Nuclear que habían perdido la vida, Víctor Ram, Rina Shiratzky y Miriam Ben-Yair. Se celebró en un gran auditorio de Beersheva y muchas personas se reunieron allí, familiares, compañeros de trabajo y otros relacionados con el Instituto y su trabajo. Un alto oficial de policía, el comisionado David Kraus, fue invitado a hablar como el representante de la policía.